# Donker halmuiltje
Het donker halmuiltje (Oligia latruncula) is een nachtvlinder uit de familie van de uilen (Noctuidae). De voorvleugellengte bedraagt tussen de 11 en 13 millimeter. De soort komt verspreid over het Palearctisch gebied voor. Hij overwintert als rups.

## Waardplanten
Het donker halmuiltje heeft allerlei grassen als waardplanten.

## Voorkomen in Nederland en België
Het donker halmuiltje is in Nederland een algemene en in België een vrij algemene soort, die verspreid over het hele gebied kan worden gezien, met name op zandgronden. De vlinder kent één generatie die vliegt van halverwege mei tot in augustus.